# Euxoa homicida
Euxoa homicida là một loài bướm đêm thuộc họ Noctuidae. Nó được tìm thấy ở Thổ Nhĩ Kỳ, Armenia và tây bắc Pakistan.